# 猶太山
猶太山（英語：Jew Mountain）為位在美国蒙大拿州拉瓦利縣的山峰，海拔高度2,430（7,970英尺），猶太山為蒙大拿州第961高的山峰。